# Chociebórz

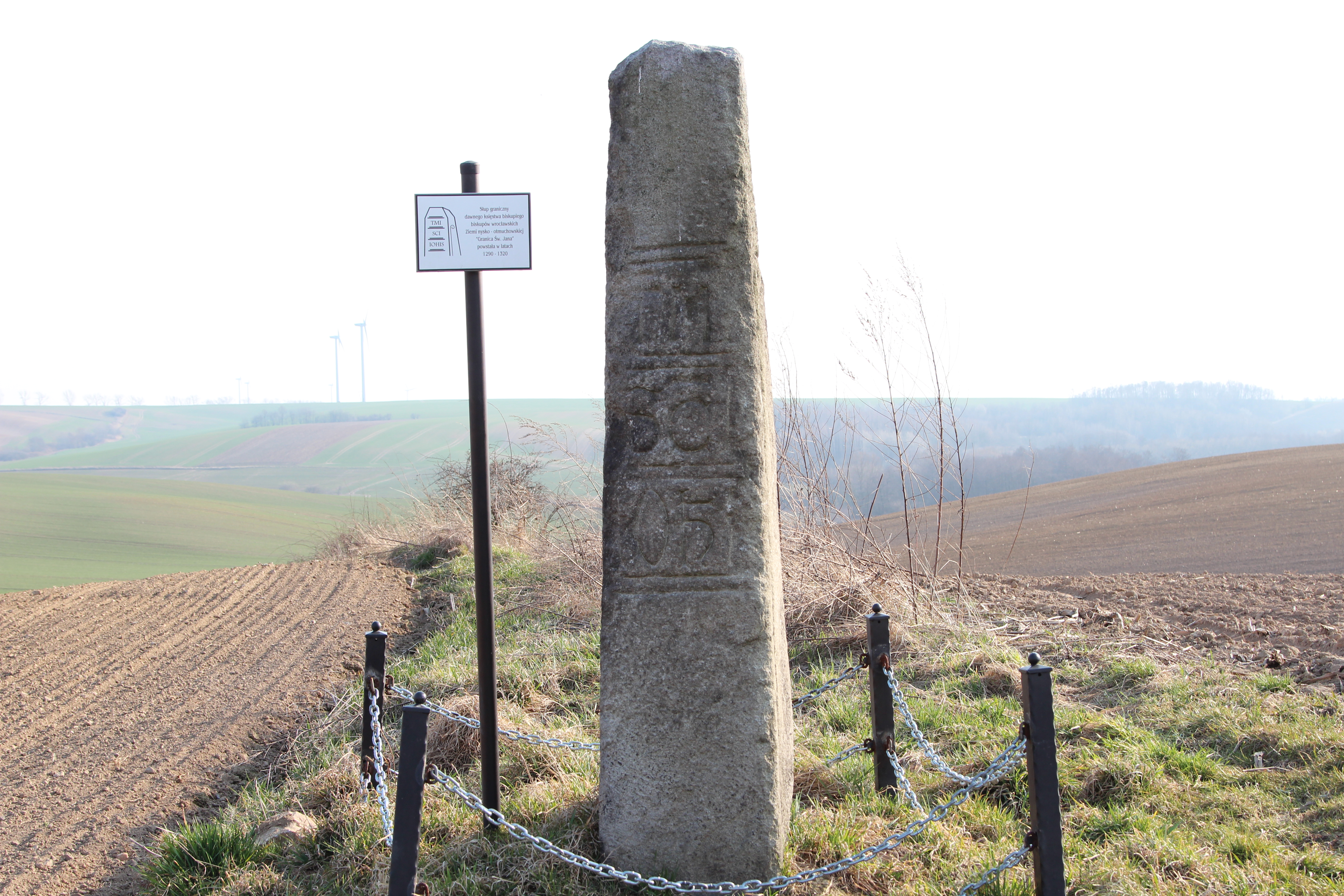
Jeden z sześciu zachowanych słupów granicznych księstwa nyskiego w Chocieborzu.

Chociebórz (niem. Koschpendorf) – wieś w Polsce położona w województwie opolskim, w powiecie nyskim, w gminie Kamiennik.
Liczba mieszkańców około 140 osób.

## Historia
Od końca XVIII w. wieś posiadała pieczęć gminną, na której wizerunku przedstawiono Temida stojąca  z wagą w lewej ręce i uniesionym mieczem w prawej, obok z murawy wyrastają trzy kwiaty.

## Zabytki
Granica św. Jana – słup graniczny – słup biskupi: stoi po lewej stronie polnej drogi prowadzącej z Chocieborza do Osiny Wielkiej. Jest to dawna granica księstwa nyskiego. Granicę tę oznakowali granitowymi słupami. Postawiono je po zakończeniu sporu o uznanie biskupiej zwierzchności nad ziemią nyską, w którym stronami byli książę Bolko I Surowy i biskup wrocławski Jan III Romka. Do dzisiaj zachowało się jedynie 6 takich słupów. Są to najstarsze znaki graniczne znane na polskich ziemiach. Wyryto na nich napis „TMI SCI IOHIS”, co w języku polskim oznacza „Granice świętego Jana”. Każdy słup ma na jednej ze ścian bocznych wyryty pastorał, symbol biskupi, a na przeciwległej – książęcy znak ukośnego krzyża.
Monolitowy kamienny krzyż nieznanego pochodzenia i wieku, być może późnośredniowieczny, przy skrzyżowaniu dróg polnych, ok. 80 m od słupa granicznego św. Jana (odnaleziony w 1990 r.). Krzyż określany jest czasem jako krzyż pokutny, ale stwierdzenia takie nie mają oparcia w żadnych dowodach i ukute są wyłącznie na nieuprawnionym, błędnym założeniu, że wszystkie kamienne monolitowe krzyże, nieznanego wieku i pochodzenia, są krzyżami pokutnymi.
Ruiny kapliczki znajdującej się w lesie zbudowanej prawdopodobnie na przełomie XIX i XX wieku. Służyła do pochówku właścicieli ziemskich, którzy mieszkali w pałacyku znajdującym się w Chocieborzu. Wnętrze kaplicy zostało wykonane z białego piaskowca, dach kryty był dachówką. Okna ozdobione były witrażami, na których były przedstawione wizerunki świętych. Drzwi solidne, drewniane, dodatkowo zabezpieczone ręcznie kutą, metalową kratą. We wnętrzu znajdowały się dwa katafalki, na których stały metalowe trumny ze szczątkami. Na środku kaplicy ustawiony był stolik, który pełnił funkcje ołtarza, był przykryty czarnym płótnem, na którym stał krzyż i świeczki. W latach 80. XX wieku obecny wówczas proboszcz, przeniósł trumny na pobliski cmentarz, aby nie bezczeszczono szczątek. Kaplica została zniszczona i rozgrabiona.